# Leucophenga cyanorosa
Leucophenga cyanorosa är en tvåvingeart som beskrevs av Bock 1979. Leucophenga cyanorosa ingår i släktet Leucophenga och familjen daggflugor. Inga underarter finns listade i Catalogue of Life.